# Primavera Sound
Primavera Sound (ofta omnämnd bara som Primavera) är en årlig musikfestival arrangerad i Barcelona (i Katalonien i Spanien) i slutet av maj och början av juni. Den grundades 2001 av Pablo Soler som "ett skyltfönster för spanska "noice rock"-band. Ursprungligen höll den hus i Poble Espanyol, innan den 2005 flyttade till den mycket större öppna ytan Parc del Fòrum vid Medelhavet. Den är en av de största och mest välbesökta musikfestivalerna i Europa och den största i någon stad nära Medelhavet.

## Historik
Festivalen var ursprungligen inriktad på indierock, men efterhand har man fått en större närvaro av genrer som hiphop, elektronisk dansmusik och pop. Till skillnad från många andra europeiska musikfestivaler inleder de första banden sina spelningar först runt 16-tiden, medan toppartisterna spelar runt midnatt och de sista grupperna spelar fram till sextiden på morgonen. Den var ursprungligen ett endagsevenemang, men en andra dag lades till 2002, och 2004 års arrangemang var det första att hållas under tre dagar. Under 2008 började festivalen arrangera fria extraspelningar för betalande besökare på lokala platser runt Barcelona, en tradition som senare kommit att bli känd som Primavera a la Ciutat (katalanska för 'Vår[en] i Staden').

Festivallogotypen.

Ingen festival hölls 2020 eller 2021, på grund av den globala covid-19-pandemin. Festivalen återkom 2022 som – för första gången – ett tvåveckorsevenemang, innan man återgick till det mer normala enveckaskalendariet året därpå.

### Internationella sidofestivaler
Festivalens framgångar har lett till en expansion med fler Primavera Sound-festivaler även i andra städer. År 2012 arrangerades den första festivalupplagan i portugisiska Porto, där festivalen anordnas en vecka efter huvudarrangemanget i Barcelona. År 2022 etablerades festivalen även i Los Angeles, Santiago de Chile, Buenos Aires och São Paulo.
År 2023 arrangerades festivalupplagor även i Asunción och Bogotá. Samma år kom ett Primavera Sound-arrangemang också i Madrid, en vecka efter festivalen i Barcelona och med i princip samma artister; detta upplägg var dock ett engångsexperiment. En mycket mindre version av festivalen, Primavera Weekender, har arrangerats i Benidorm varje november sedan 2019.

## Storlek och betydelse
Varje festival mellan 2009 och 2022 satte nya publikrekord, långt från 2001 års biljettförsäljning på 7 700. År 2022 besöktes festivalen av 460 500 personer, vilket gjorde den till detta års fjärde mest besökta musikfestival i världen. Det året genererade den 349 miljoner euro i inkomster för staden Barcelona.

## Galleri

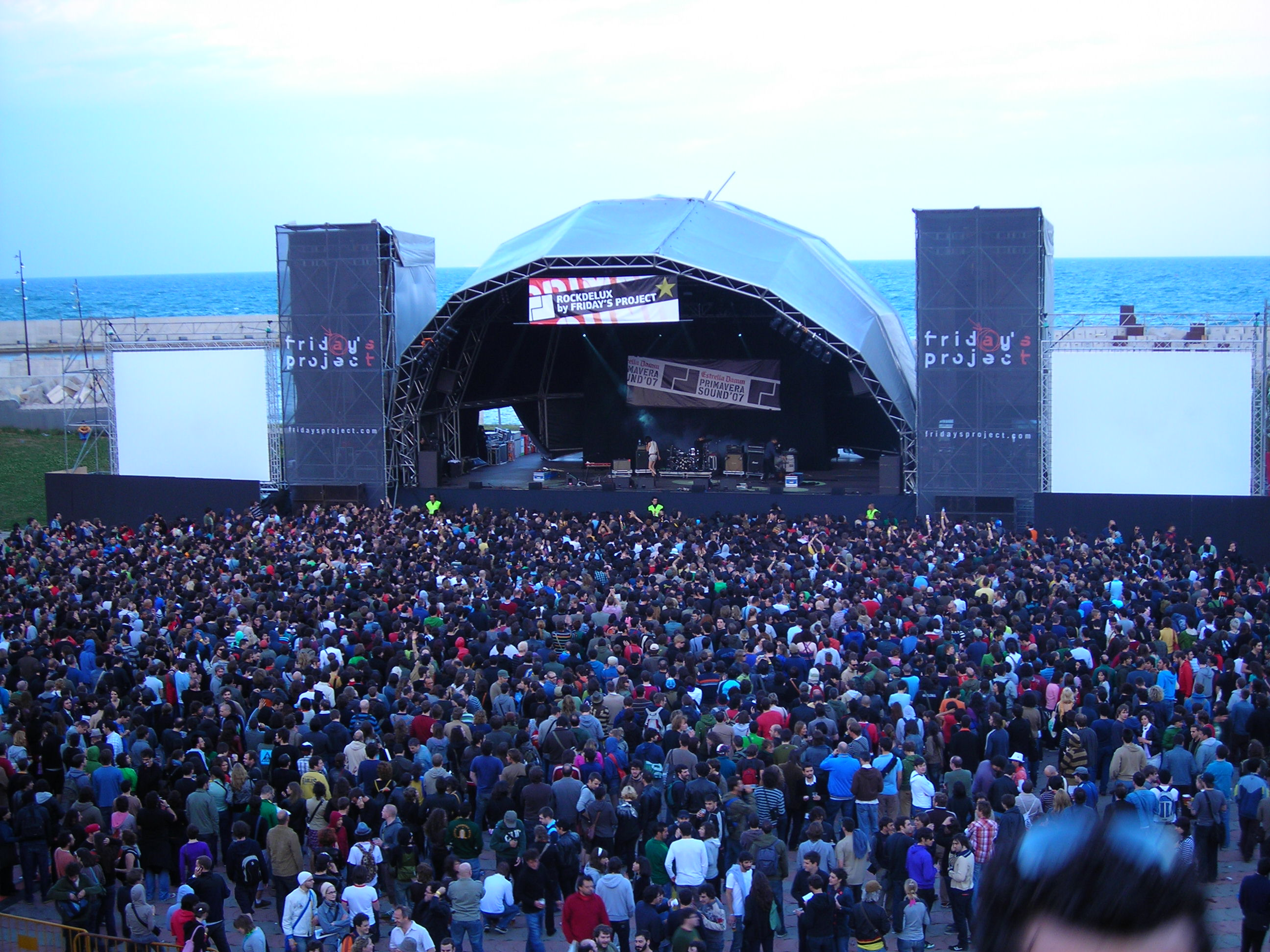
Huvudscenen på Primavera Sound 2007.
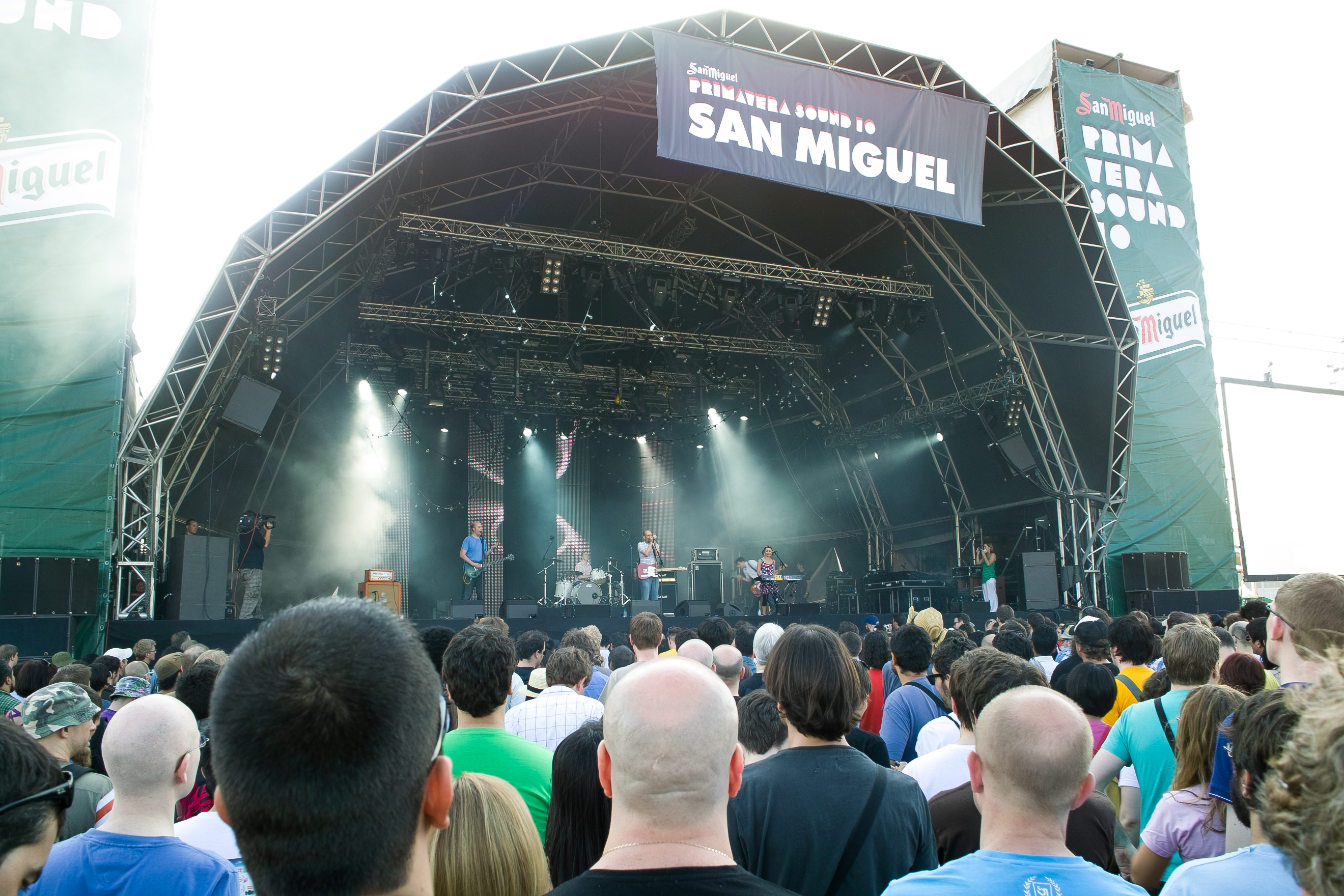
Framträdande 2010.
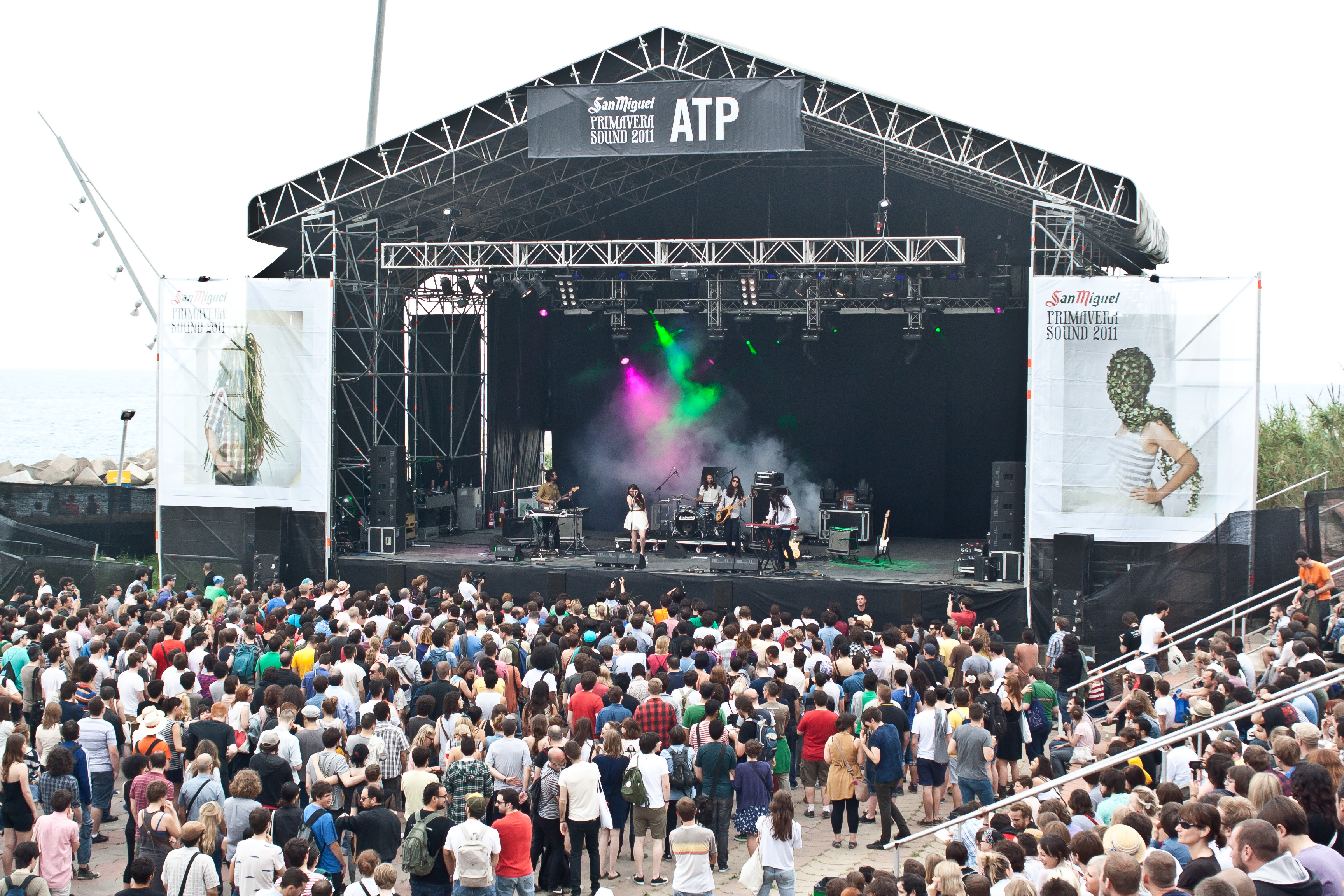
Konsert under festivalen 2011.
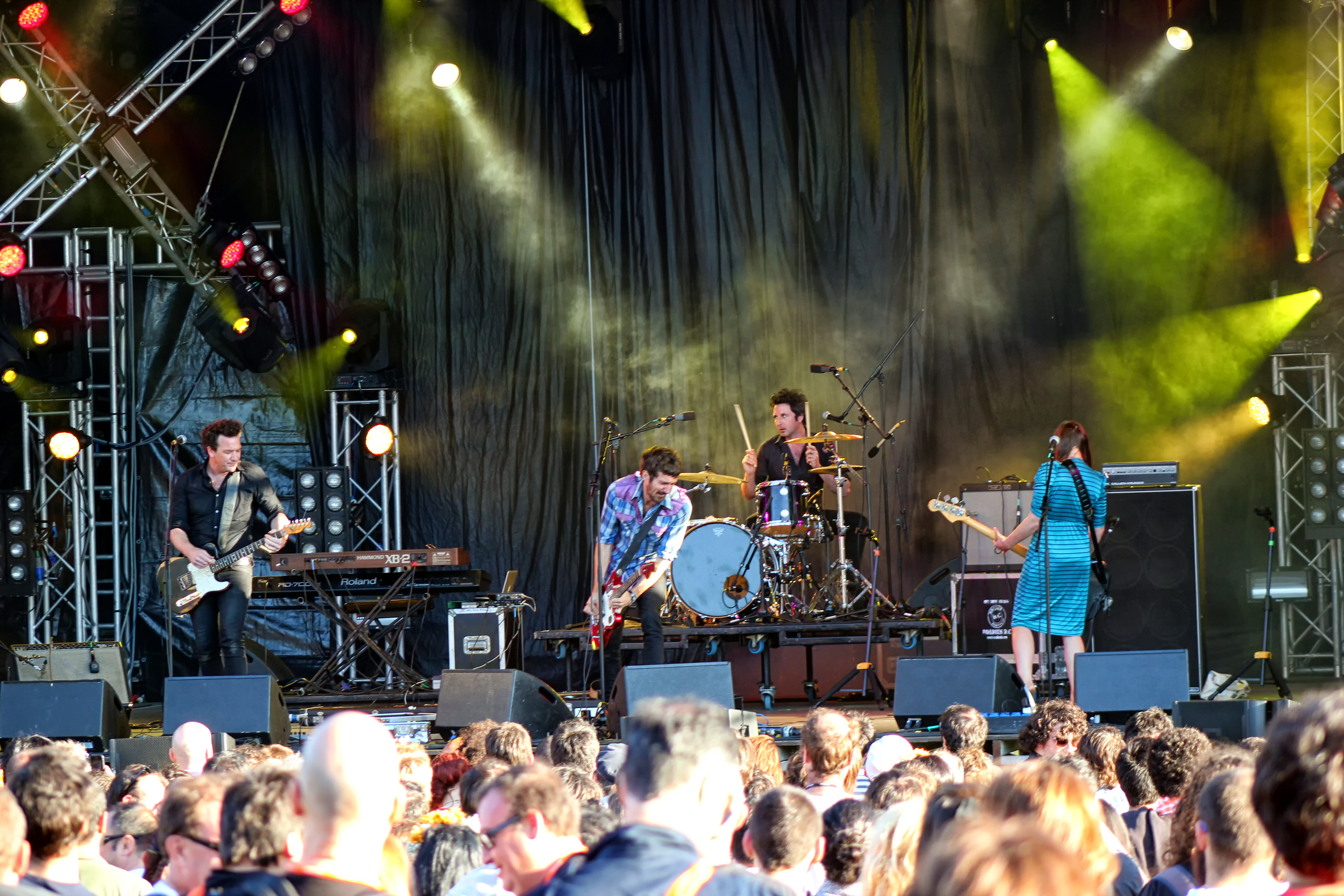
The Drones, på Primavera Sound Porto, 2013.
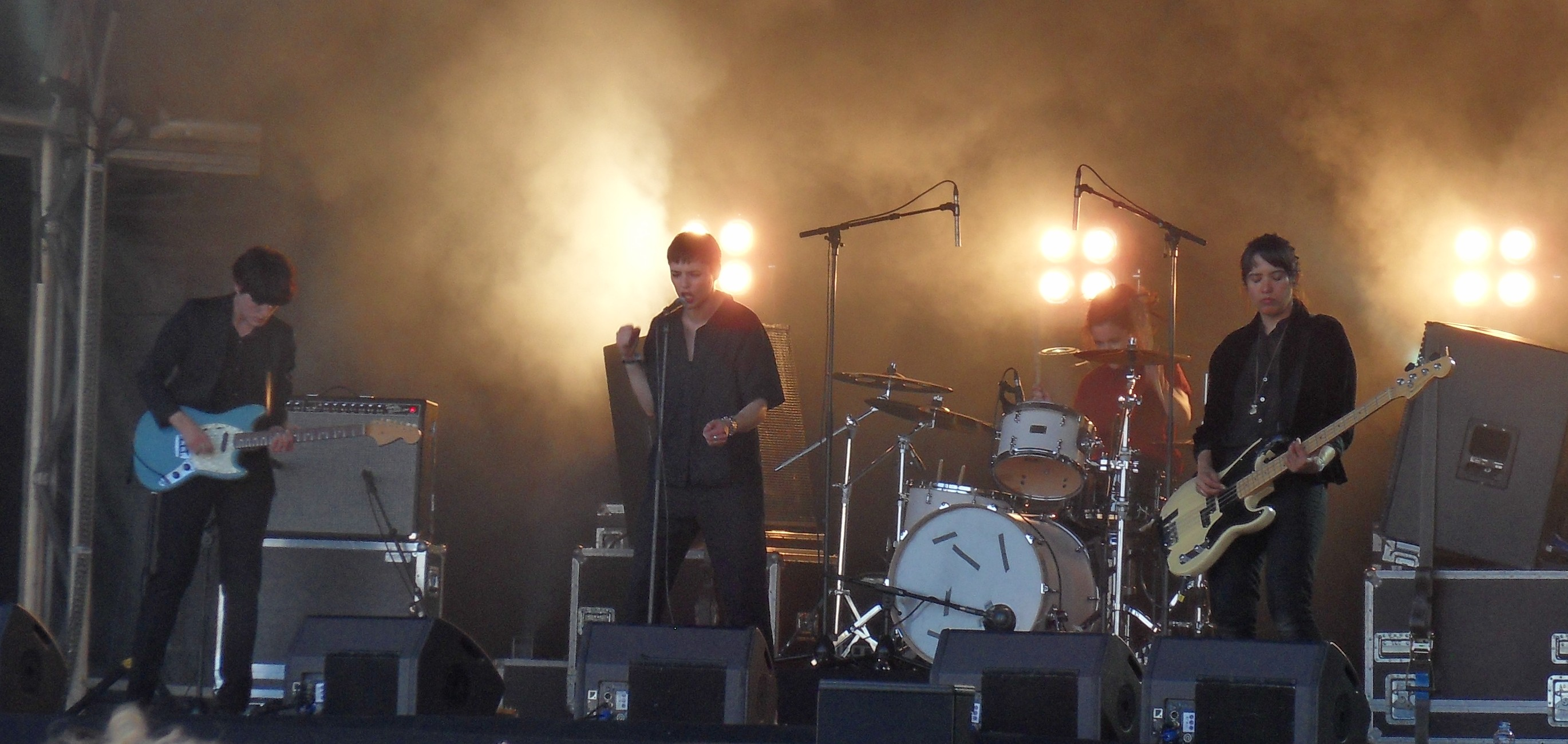
Savages framträder 2013.
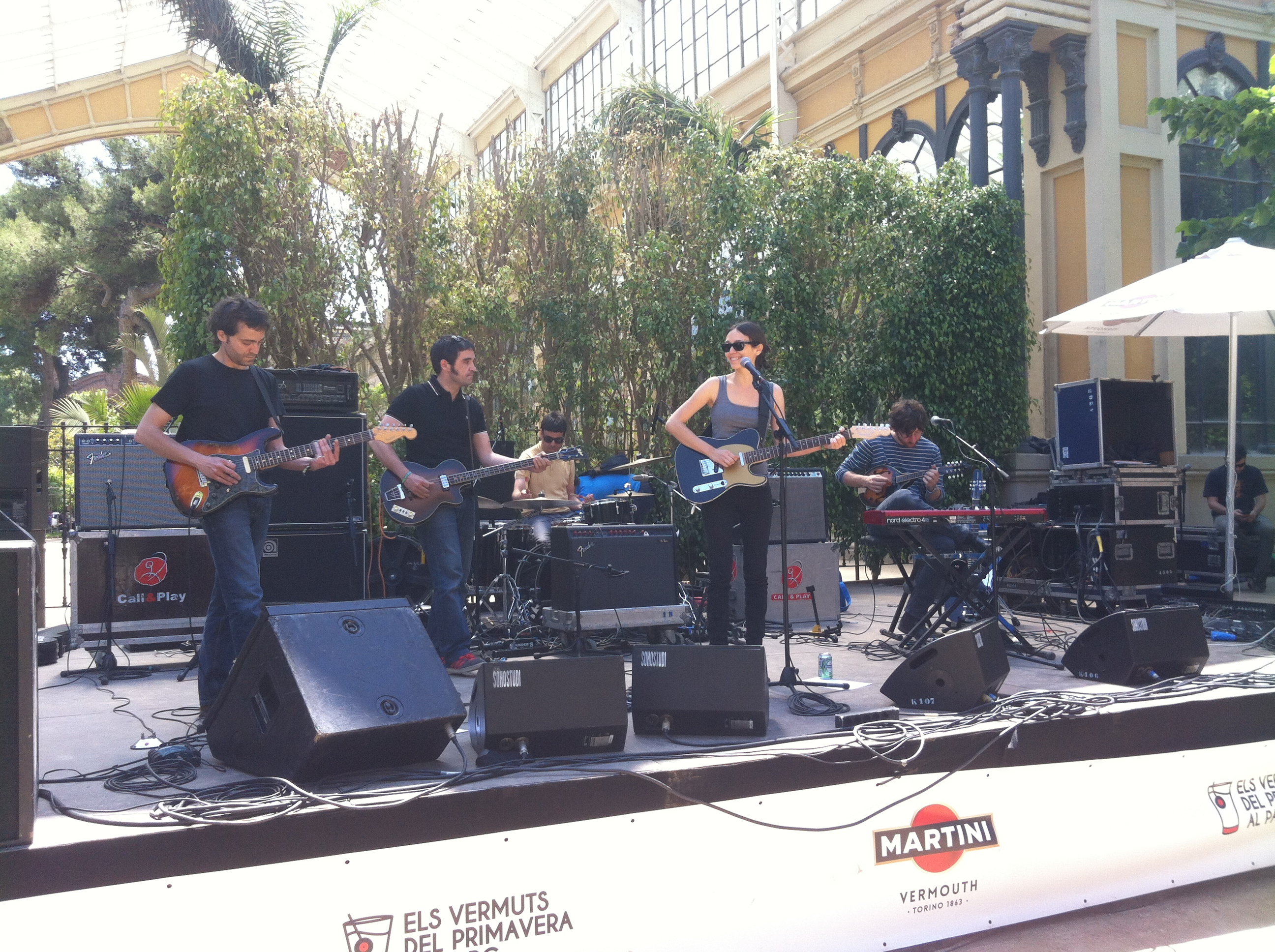
Renaldo & Clara på en sidoscen under festivalupplagan 2014.
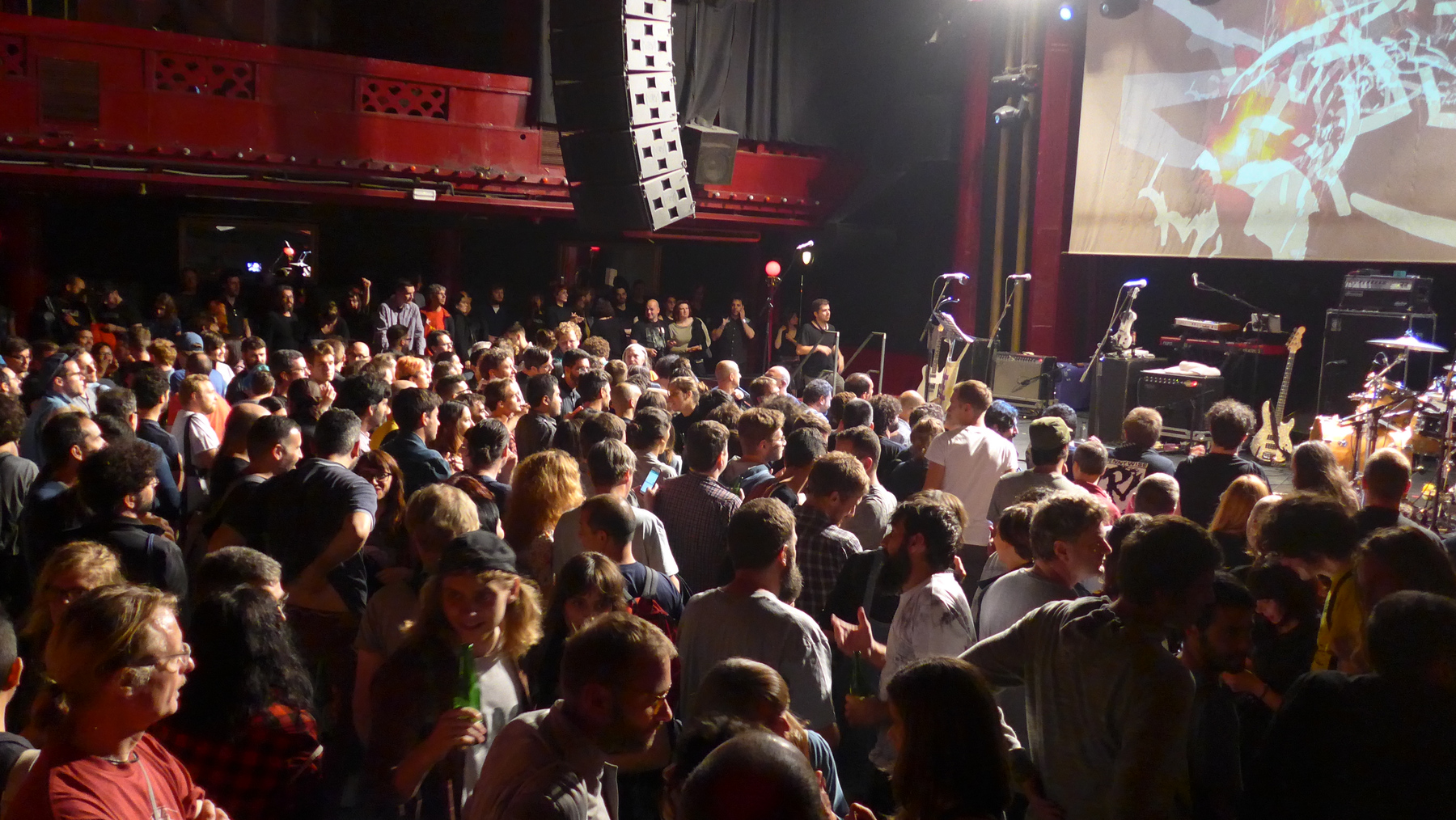
Konsert på Sala Apolo under "Primavera a la Ciutat" 2016.
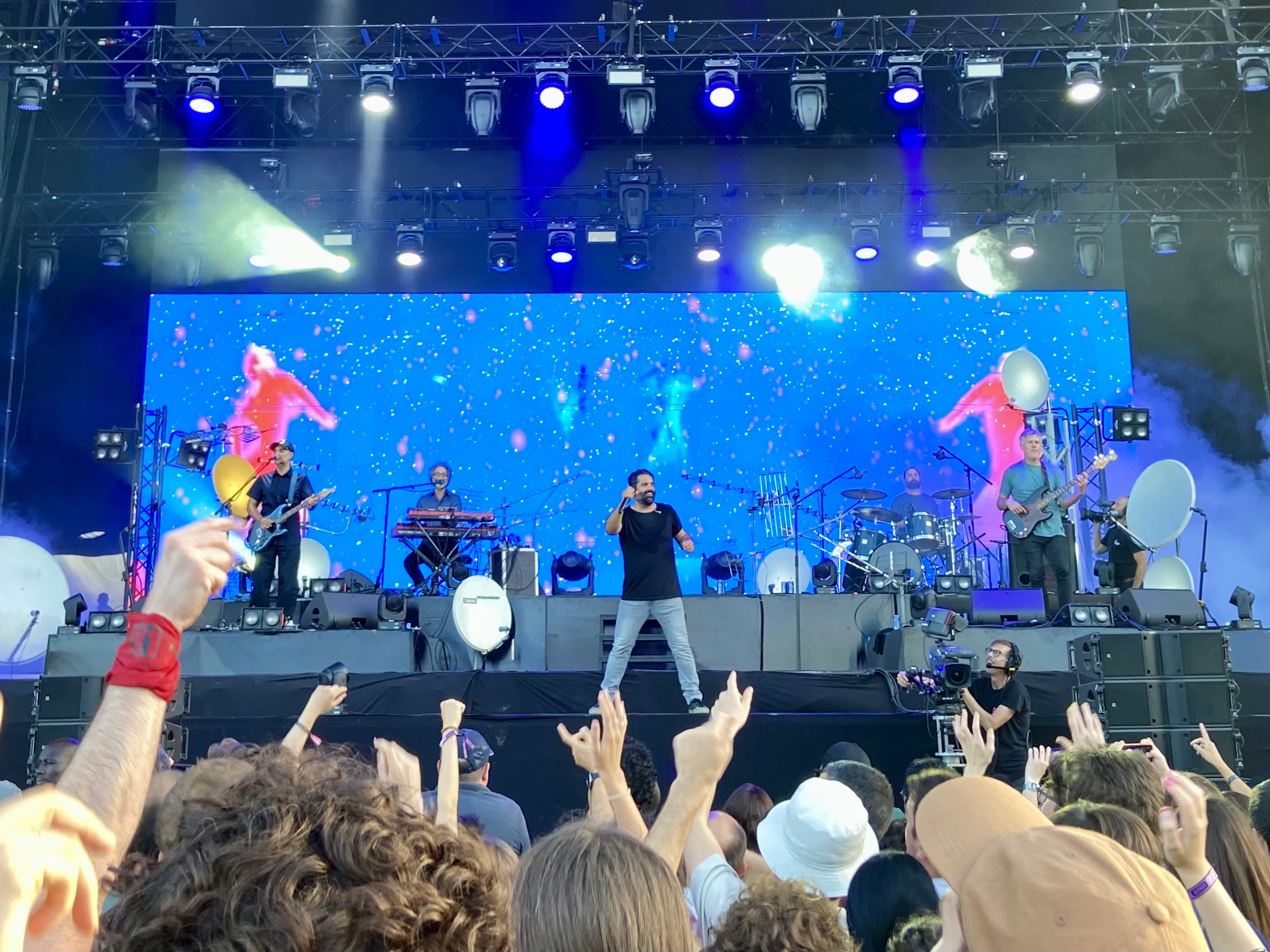
Antònia Font på scen 2022.